# Vreni Frauenfelder
Verena «Vreni» Frauenfelder (* 10. Oktober 1927 in Neuhausen am Rheinfall; † 14. Oktober 2018 in Schaffhausen) war eine Schweizer Entwicklungshelferin aus Schaffhausen. Sie gründete die Afghanistanhilfe Schaffhausen (AHS) und leistete Starthilfe für die Shuhada Organization, die zeitweise wichtigste Nichtregierungsorganisation in Afghanistan. Neben Spitälern und Gesundheitszentren ermöglichen die beiden Organisationen Mädchenschulen, Waisenhäuser und Landwirtschaftsprojekte.

## Leben
Vreni Frauenfelder wuchs in einer Gemeinde im Kanton Schaffhausen auf. Nach der obligatorischen Schulzeit verbrachte sie ein Jahr auf einem Bauernhof in der Westschweiz und lernte dabei neben Französisch auch viel über den Umgang mit Tieren und Feldarbeit. Zurück in Neuhausen machte sie eine Ausbildung zur Apothekenhelferin. Sie arbeitete im Anschluss während 40 Jahren in der Ritter Apotheke in Schaffhausen. Nach langjährigem Wirken für die Hilfsorganisationen Shuhada und Afghanistanhilfe Schaffhausen starb sie mit 91 Jahren in Schaffhausen. Zuletzt litt sie an Demenz.

## Wirken als Entwicklungshelferin
1975 kam Vreni Frauenfelder eher zufällig zum ersten Mal nach Afghanistan. Ein Busfahrer in Istanbul überredete sie zur Weiterfahrt nach Ankara, danach reiste sie weiter durch den Iran bis an den Hindukusch. Die überaus gastfreundliche Art der Menschen und die raue Natur zogen Vreni Frauenfelder in ihren Bann und liessen sie nicht mehr los.
Vier Jahre nach ihrem ersten Besuch marschierte die Sowjetarmee in Afghanistan ein. Das Schlüsselerlebnis mit einem vom Krieg verstümmelten Jungen machten aus der Touristin in Pakistan erst eine Helferin vor Ort und mit der Zeit eine Entwicklungshelferin, die sich bis an ihr Lebensende für die Menschen in Afghanistan einsetzte.
Mitte der 1980er Jahre lernte Vreni Frauenfelder die afghanische Ärztin Sima Samar kennen und begann, sie zu unterstützen. Die Organisation Shuhada, die sich vor allem für die Stärkung von Frauen und Kindern einsetzt, entstand. Vreni Frauenfelder reiste von da an jedes Jahr in ihren Ferien nach Afghanistan und gründete 1988 die Afghanistanhilfe in Schaffhausen.
«Aufgeben wollte ich nie. Ich dachte mir jeweils: Öppis bringts immer.» Als hartnäckige Helferin gelang es Vreni Frauenfelder bis ins hohe Alter, für zahlreiche Menschen in Afghanistan einen Unterschied zu machen. Was einst mit dem Nähen von Matratzen und dem Organisieren von Generatoren begann hat sich zu einer Hilfsorganisation entwickelt, die jährlich zwischen 600'000  und 800'000 Schweizer Franken in Projekte in Afghanistan investieren kann.

## Berichterstattung (Auswahl)

### Filmografie
- Vier Frauen – vier aussergewöhnliche Geschichten (Dokumentarfilm; initiiert 2007 von der Arbeitsgemeinschaft Frau und Politik Schaffhausen (AFPS); Regie: Michael und Faro Burtscher)

### Fernsehen
- Afghanistan-Hilfe, 10vor10 (SRF) am 10. April 2002 (online)
- Erfolgreiche Afghanistan-Hilfe Schaffhausen, 10vor10 (SRF) am 28. Juli 2009 (online)
- Schweizerin eröffnet Klinik in Afghanistan, 10vor10 (SRF) am 8. Oktober 2010 (online)
- Kämpferin mit Herz – Vreni Frauenfelder hilft in Afghanistan, Reporter (SRF) am 2. Februar 2011 (online)
- Vreni Frauenfelder, Aeschbacher (SRF) am 18. September 2014 (online)

### Radio
- Daheim in Neuhausen und Bamyan, Menschen und Horizonte (SRF1) am 20. Dezember 2009 (online)
- Daheim in Neuhausen und Bamyan, Menschen und Horizonte (SRF1) am 13. März 2011 (online)

## Ehrungen
- 1985: Schaffhauser Preis für Entwicklungszusammenarbeit
- 2007: Ehrenbürgerrecht der Gemeinde Neuhausen am Rheinfall[7]
- 2016: Preis der Stiftung Dr. J. E. Brandenberger für ihr Lebenswerk[8]

## Sammlung
2012 übergab Vreni Frauenfelder ihre Sammlung von 900 gestickten Gebetstüchern dem Völkerkundemuseum der Universität Zürich. Die Tücher dienen den Menschen der Region Hazarajat im zentralafghanischen Hochland als Identitätsmerkmale und werden zum Beten verwendet. Als Dank für die empfangene Hilfe schenkten viele Hazarafamilien Vreni Frauenfelder über die Jahre zahlreiche solche Gebetstücher.